# Skúli Magnússon

Statue des Skúli Magnússon in Reykjavík

Skúli Magnússon (* 1711 in Keldunes bei Húsavík; † 1794, oft als Skúli fógeti bezeichnet) war der erste Isländer, der das Amt des isländischen Landvogts innehatte.

## Leben
Skúli studierte von 1732 bis 1734 an der Universität Kopenhagen.
1749 wurde er als erster Isländer mit dem Amt des Landvogts betraut und hatte seinen Sitz in Bessastaðir. Er erkannte, dass das seit 1602 bestehende dänische Handelsmonopol, das nur Handelsbevollmächtigten Geschäfte auf Island erlaubte, dem Land schadete, und befürwortete die Übernahme der Handelskontrolle durch die eigenen Landsleute. Er beteiligte sich an der Gründung einer Teilhabergesellschaft (Innréttingarnar), die ab 1752 den Aufbau von Manufakturen beförderte. Dafür hatte er die Genehmigung des dänischen Königs Friedrich V. eingeholt.
Skúli sorgte so in Reykjavík dafür, dass sich dort unter anderem die ersten Betriebe zur Fisch-, Fell- und Wollverarbeitung ansiedelten. Damit trug er wesentlich zum Aufstieg der Stadt bei, die zuvor nur aus wenigen Ansiedlungen bestanden hatte.
Skúli selbst errichtete sich 1755 auf der Insel Viðey das als Residenz dienende Gutshaus Viðeyarstofa, das erste Steinhaus Islands.
Die dänischen Kaufleute befürchteten, dass ihnen die in den Manufakturen hergestellten Waren das Geschäft verderben könnten, und boykottierten deshalb den Handel mit ihnen. Sie verhinderten so die Entwicklung einer eigenen isländischen Wirtschaft.
Die Geldknappheit der Teilhabergesellschaft, die auch vom König unterstützt wurde, führte letztlich dazu, dass diese 1764 von der dänischen Monopolgesellschaft übernommen wurde; damit verbunden war auch die Entmachtung Skúlis.

## Würdigungen
- Der Künstler Guðmundur Einarsson setzte Skúli im Jahre 1951 in der Aðalstræti in Reykjavík ein Denkmal.
- Skúli wird auf Grund seiner Verdienste um die Stadt Reykjavík noch heute als Vater der Stadt bezeichnet.